# インテル 1103
1103 はインテル社が開発・製造したダイナミック・ランダム・アクセス・メモリ (DRAM) 集積回路 (IC) である。

## 解説
1970年10月に発表された1103は、商業的に利用可能な最初のDRAM ICであり、その小さなサイズと磁気コアメモリと比較しての価格の安さにより、多くのアプリケーションで磁気コアメモリに取って代わった。
1970年に発表された当初は歩留まりが悪く、1971年に大量に入手できるようになったのは、生産マスクの5段階目になってからであった。
インテルは1974年6月に25万個目の1103 RAMを出荷した。

## 開発
1969年、ハネウェルのウィリアム・レジッツと彼の同僚は、3トランジスタのダイナミック・メモリ・セルを発明し、半導体業界に生産者を探し始めた。設立されたばかりのインテル社はこれに応え、ウィリアム・レジッツと密接に協力したジョエル・カープの指揮の下、非常によく似た2つの1024ビットチップ、1102と1103を開発したが、最終的には 1103 のみが生産された。
マイクロシステムズ・インターナショナルは、1971年に1103の最初のセカンドソースとなった。その後、ナショナルセミコンダクター、シグネティクス、シナテックも1103を製造した。

## 技術詳細

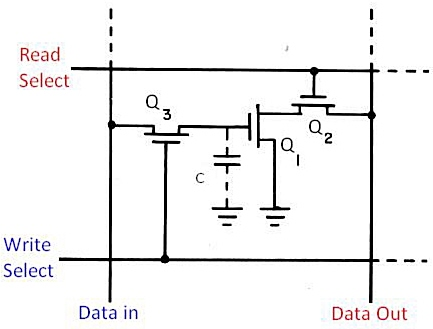
i1103 DRAMメモリの回路構成図。

| tRWC     | 580 ns   | ランダム読み出し/書き込みサイクル時間（プリチャージエッジから次のプリチャージエッジまで |
| tPO      | 300 ns   | アクセス時間： プリチャージHighから有効データ出力まで                                   |
| tREF     | 2 ms     | リフレッシュレート                                                                      |
| VCC      | 16 V     | 供給電圧                                                                                |
| p-MOS    | 8 μm     | 製造プロセス（シリコンゲートMOSFET）                                                    |
| Capacity | 1024 × 1 | 容量×バス幅                                                                             |